# Billy Váldez
Billy Váldez Jean (25 de agosto de 1994), es un luchador dominicano de lucha libre. Compitió en el Campeonato Mundial de 2013 consiguiendo la 21.ª posición. Ganó una medalla de bronce en Campeonato Panamericano de 2016. Obtuvo el tercer lugar en el Campeonato Sudamericano de 2013 y 2014.